# Noup Head
Noup Head är en udde i Storbritannien.   Den ligger i kommunen Orkneyöarna och riksdelen Skottland, i den norra delen av landet, 900 km norr om huvudstaden London. Noup Head ligger på ön Westray.
Terrängen inåt land är platt. Havet är nära Noup Head åt nordväst.